# Pinus serotina
Espèce
Classification phylogénétique
Statut de conservation UICN

 LC  : Préoccupation mineure
Pinus serotina est une espèce d'arbre appartenant au genre Pinus et à la famille des Pinaceae. On le rencontre sur les plaines de la côte Atlantique des États-Unis du sud du New Jersey jusqu'au centre de la Floride. Son nom provient de son comportement dénommé Sérotinie.

## Description
L'arbre a un sommet dont la forme est irrégulière. Il peut atteindre une hauteur moyenne variant de 15 à 20 mètres même si quelques spécimens atteignent parfois les 30 mètres. Les aiguilles sont groupées par trois ou quatre et ont une longueur de 15 à 20 centimètres. Les cônes font entre 5 et 9 cm de long, ont un comportement de Sérotinie et ne s'ouvrent qu'en cas d'incendie. Ils sont présents à proximité d'étangs, de marais et de pocosins.